# Carlo Gozzi
El comte Carlo Gozzi (Venècia, 13 de desembre de 1720 - 4 d'abril de 1806), escriptor italià, va ser un dels majors representants de l'oposició al moviment il·lustrat de la Itàlia del segle xviii.

## Biografia
Fill de Jacopo Gozzi i de Angela Tiepolo (pertanyent a la família patrícia Tiepolo), va néixer en el si d'una família noble amb possessions en el Friul i en la zona de Bèrgam, encara que amb greus dificultats econòmiques a causa d'una administració descurada per part del seu pare.
Després de la defunció prematura d'aquest, l'administració familiar va quedar en mans de la seva mare i de la seva cunyada Luisa Bergalli (esposa del seu germà major, l'important intel·lectual Gasparo Gozzi). La situació es va agreujar tant que Carlo va sol·licitar la divisió del patrimoni familiar, el que va donar lloc a diversos processos judicials i a un profunda transformació de les relacions familiars.
Com el mateix Gozzi reconeix en la seva autobiografia (Memorie Inutili, Venezia, Palese, 1797-1798, 3 vols.), la seva formació acadèmica va ser molt deficient degut, precisament, a la desastrosa situació econòmica de la seva família.
Des de molt jove va sentir la vocació teatral, actuant com afeccionat en funcions familiars i més tard durant el seu trienni com soldat a Dalmàcia (únic període en el qual va estar allunyat de la ciutat de Venècia durant un temps significatiu).
La seva ideologia política i social pot resumir-se en el respecte absolut a l'autoritat establerta i en el manteniment de la divisió de classes amb els privilegis aparellats a la noblesa. Lingüísticament sostenia la primacia del model toscà dels clàssics medievals (Dante, Petrarca i Boccaccio) i dels seus seguidors i imitadors.

## Obra
En l'àmbit literari, la seva obra (en la qual sempre va defensar una ideologia reaccionària i misògina, encara que no freturosa a vegades de certs matisos contradictoris) pot ser dividida en diferents sectors:

### Teatre
Les seves obres teatrals neixen, almenys així ho afirma ell mateix, com una reacció contra les obres de Pietro Chiari i Carlo Goldoni, als quals acusava de ser escriptors dolents i immorals. El seu debut teatral es produeix el 1761 amb L'amore delle tre melarance (L'amor de les tres taronges), dut a l'escena per la companyia d'Antonio Sacchi (o Sacco, que representava la 'màscara' de Truffaldino), probablement l'última gran companyia de commedia dell'arte; el músic soviètic del segle XX Serguei Prokófiev musicarà en el futur aquesta popular fiaba (L'amor de les tres taronges), amb la qual inaugura una sèrie de deu adaptacions teatrals de contes infantils (fiabe teatrali) en les quals s'oposava al teatre il·lustrat de Carlo Goldoni introduint en elles personatges de la commedia dell'arte, desenvolupant arguments allunyats del realisme del rival i transmetent una ideologia ultraconservadora.
Probablement la més important d'aquestes fiabe teatrali, per la seva transcendència ideològica, sigui L'augellino belverde, encara que potser la més famosa sigui Turandot, muntada, pocs anys després de la seva estrena a Venècia, per Goethe i Schiller a Weimar i en el text de la qual, ja en el segle xx, es van inspirar Renato Simoni i Giuseppe Adami per escriure el llibret de l'òpera homònima de Puccini.
Carlo Gozzi, esgotat el filó de les adaptacions de contes infantils (i després d'escriure dues obres originals), va realitzar l'adaptació d'aproximadament una vintena d'obres espanyoles del Segle d'or. Potser les més interessants siguin La principessa filosofa (La princesa filòsofa) o Le Droghe d'amore (Les medicines de l'amor). Va traduir també alguns textos del teatre francès.

### Poesia
Carlo Gozzi és autor de nombrosíssims textos d'ocasió per a noces, ordenacions sacerdotals, etc. que es publicaven en les cèlebres raccolte. Com un dels principals animadors de la "Accademia granellesca" ("Acadèmia testicular"), en la qual era conegut pels pseudònims de "Il Solitari" o "Ho Sperticato" (en al·lusió a la seva vida retirada i de solter impenitent el primer, i a la seva notable alçària el segon), va ser autor de nombrosíssims textos de despietada sàtira contra Pietro Chiari, Goldoni i qualsevol esperit "modern" en els quals no escassejaven els insults o les obscenitats.
El comte va escriure també dos llargs poemes de crítica anti-il·lustrada: Marfisa bizzarra (en el qual relata, amb voluntari anacronisme, com la filosofia de la il·lustració corromp els ideals dels cavallers de Carlemagne) i Le spose riacquistate (Les núvies recuperades; en el qual recrea una antiga llegenda medieval veneciana reutilitzant-la per a criticar a Goldoni. En realitat, és autor només dels dos primers cants d'aquest text).

### Narrativa
Carlo Gozzi és autor d'una interesantísima autobiografia (gènere de gran importància en el s. XVIII italià: recordin-se les de Goldoni, Casanova, Alfieri o, una mica més tard, Lorenzo Da Ponte, llibretista de Mozart en tres ocasions).
En l'àmbit de la ficció és autor de diferents 'relats' (novelle) en els quals segueix fonamentalment el model de Franco Sacchetti i que, encara que molt coneguts, constituïxen una de les parts més interessants de la seva producció literària.